# Filetus (patriarcha Antiochii)
Filetus – 11. patriarcha Antiochii; sprawował urząd w latach 220–231.